# Larus
Larus is een geslacht van meeuwen dat over de hele wereld voorkomt, hoewel het verreweg de grootste soortenrijkdom heeft op het noordelijk halfrond. Veel van de soorten binnen het geslacht zijn talrijke vogels binnen hun leefgebied. De wetenschappelijke naam van het geslacht werd in 1758 gepubliceerd door Carl Linnaeus.

## Kenmerken
Over het algemeen zijn het vrij grote vogels, meestal grijs of wit, vaak met zwarte veren in de vleugels of op de kop. Ze hebben stevige, vrij lange snavels, en poten met zwemvliezen.
Zowel voor de leek als voor de expert kan het determineren van soorten binnen het geslacht lastig zijn. Vooral in het juveniele als het subadulte kleed zien veel soorten er bijna hetzelfde uit, en bovendien komt hybridisatie vrij veel voor.

## Taxonomie
In het verleden werden bijna alle meeuwen in dit geslacht geplaatst, dat als een groot monofyletisch geslacht werd beschouwd. Op basis van een nieuwe moleculaire fylogenie aan de hand van mitochondriaal DNA beschouwt men die oude indeling echter als polyfyletisch. Als gevolg hiervan wordt een aantal soorten niet meer in het geslacht Larus geplaatst, maar in de (heropgerichte) geslachten Ichthyaetus, Chroicocephalus, Leucophaeus en Hydrocoloeus.
De taxonomie van de grote meeuwen binnen de zilver-kleine mantelmeeuw-groep is zeer complex. Afhankelijk van de auteur worden hierin tussen de twee en acht soorten onderscheiden.

### Ringsoort

Het traditionele 'ringmodel' van hybridisatie van Larus-meeuwen rond het noordpoolgebied
(1: Larus argentatus argentatus, 2: Larus fuscus sensu stricto, 3: Larus fuscus heuglini, 4: Larus argentatus birulai, 5: Larus vegae, 6: Larus smithsonianus, 7: Larus argentatus argenteus)

De 'soortenring' van Larus-meeuwen rond het noordpoolgebied is lange tijd als een klassiek voorbeeld van een ringsoort beschouwd. Het verspreidingsgebied van deze meeuwen vormt een ring rond de Noordpool. De zilvermeeuw, die voornamelijk in West-Europa voorkomt, kan hybridiseren met de Amerikaanse zilvermeeuw (die in Noord-Amerika voorkomt). De Amerikaanse zilvermeeuw kan zich op zijn beurt succesvol voortplanten met de vegameeuw, waarvan de westelijke ondersoort, Birula's meeuw (Larus vegae birulai), kan hybridiseren met Heuglin's meeuw (Larus fuscus heuglini), die dan weer nakomelingen kan krijgen met de Siberische kleine mantelmeeuw (deze vier soorten leven alle in het noorden van Siberië). De laatste is de oostelijke vertegenwoordiger van de kleine mantelmeeuwen in Noordwest-Europa. De kleine mantelmeeuw en de zilvermeeuw zijn echter zodanig verschillend, dat ze geen vruchtbare nakomelingen kunnen krijgen. De traditionele interpretatie hiervan was, dat deze groep meeuwen een continuüm vormt, behalve in Europa, waar de twee lijnen elkaar ontmoeten.
Genetisch onderzoek heeft echter aangetoond dat de situatie veel gecompliceerder is dan altijd werd gedacht. Deze groep betreft zeer waarschijnlijk geen ringsoort. Het traditionele model ging uit van kolonisatie van Europa vanuit Amerika door de Amerikaanse zilvermeeuw na de laatste ijstijd, maar dit blijkt niet juist. De Europese zilvermeeuw heeft zich gedurende de ijstijden waarschijnlijk in West-Europa kunnen handhaven. De gesuggereerde trans-Atlantische verbinding tussen beide zilvermeeuwsoorten kan dus niet volgehouden worden. In de toekomst kan eventueel wel een ringpopulatie ontstaan als de kleine mantelmeeuw zijn huidige uitbreiding westwaarts voortzet en contact maakt met de Amerikaanse mantelmeeuw. Hybridisatie tussen beide soorten leidt tot vruchtbare nakomelingen; als deze plaatsvindt, zal de ring gesloten worden – zij het in de tegenovergestelde richting dan in het klassieke model werd voorgesteld.

## Soorten
Er worden in dit geslacht 25 soorten onderscheiden:
- Larus argentatus – Zilvermeeuw
- Larus armenicus – Armeense meeuw
- Larus atlanticus – Olrogs meeuw
- Larus belcheri – Simeons meeuw

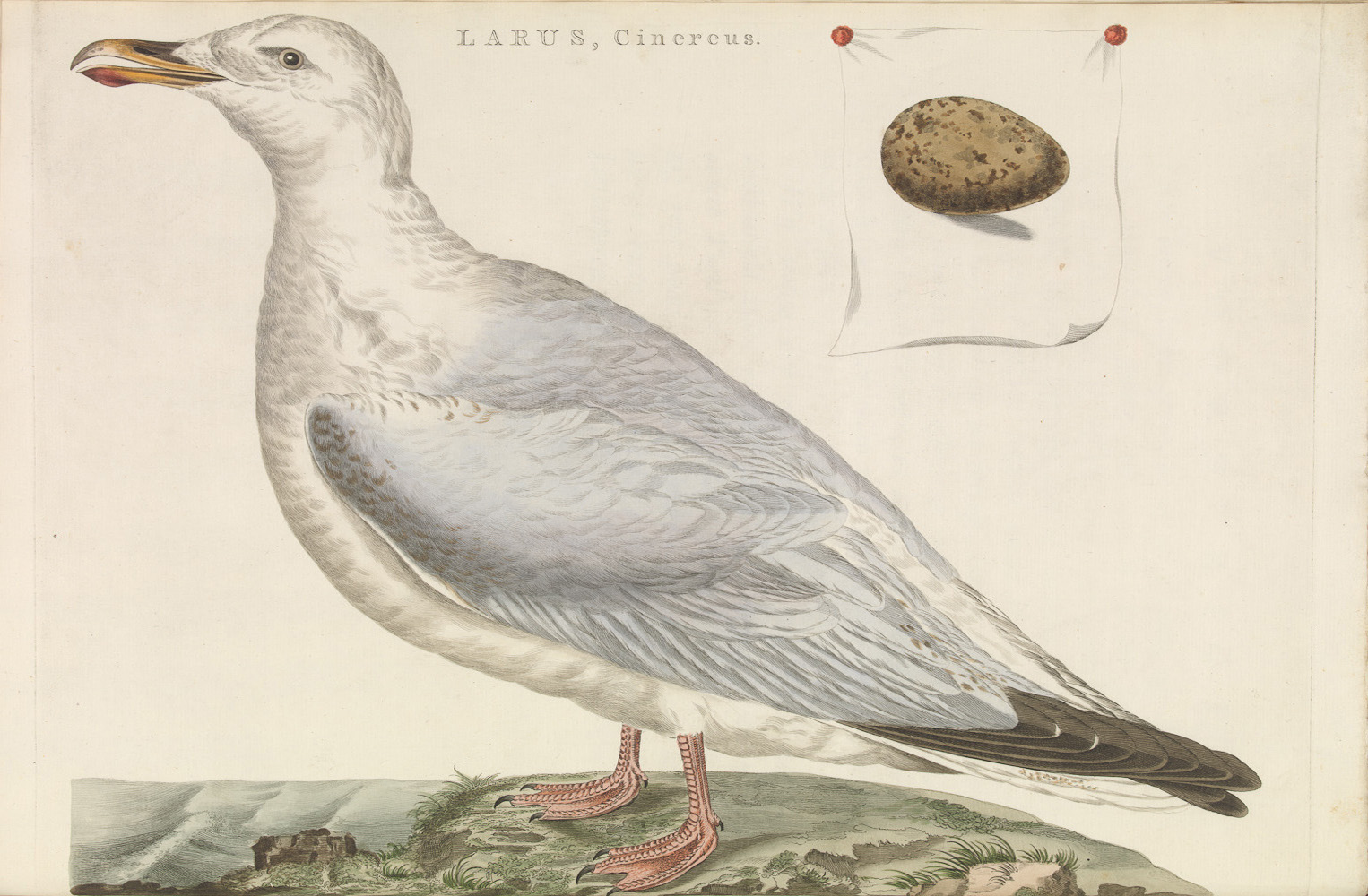
De zilvermeeuw. Afbeelding uit de 18e eeuw uit Nederlandsche Vogelen van Nozeman en Sepp

- Larus brachyrhynchus – Amerikaanse stormmeeuw
- Larus cachinnans – Pontische meeuw
- Larus californicus – Prairiemeeuw
- Larus canus – Stormmeeuw
- Larus crassirostris – Japanse meeuw
- Larus delawarensis – Ringsnavelmeeuw
- Larus dominicanus – Kelpmeeuw
- Larus fuscus – Kleine mantelmeeuw
- Larus glaucescens – Beringmeeuw
- Larus glaucoides – Kleine burgemeester
- Larus heermanni – Heermanns meeuw
- Larus hyperboreus – Grote burgemeester
- Larus livens – Mexicaanse meeuw
- Larus marinus – Grote mantelmeeuw
- Larus mongolicus – Mongoolse meeuw
- Larus michahellis – Geelpootmeeuw
- Larus occidentalis – Californische meeuw
- Larus pacificus – Diksnavelmeeuw
- Larus schistisagus – Kamtsjatkameeuw
- Larus smithsonianus – Amerikaanse zilvermeeuw

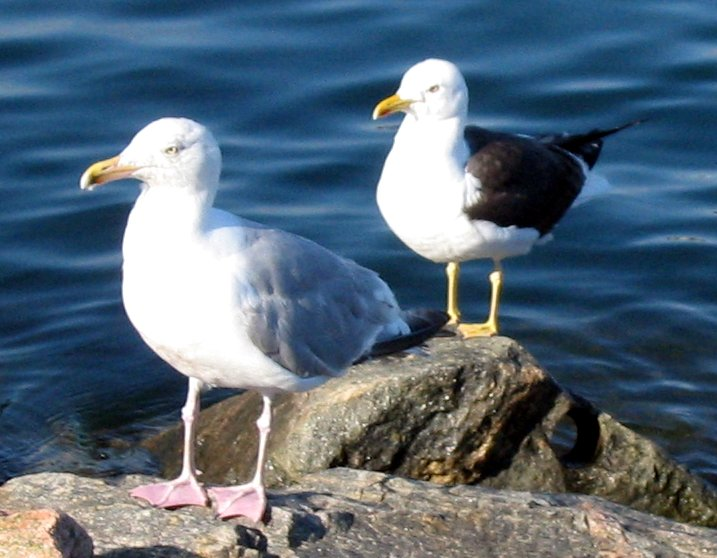
Zilvermeeuw (voor) en kleine mantelmeeuw (achter) in Kristiansand, Noorwegen: twee duidelijk verschillende soorten

- Larus vegae – Vegameeuw

## Evolutie
Fossielen van Larus-meeuwen zijn bekend vanaf het Midden-Mioceen, ca. 15–-20 miljoen jaar geleden. De toeschrijving van eerdere fossielen aan dit geslacht wordt tegenwoordig over het algemeen verworpen. De biogeografie van bekende fossielen wijst erop, dat het geslacht evolueerde in de noordelijke Atlantische Oceaan en zich over de wereld verspreidde gedurende het Plioceen, op het moment dat de soortenrijkdom onder zeevogels het grootst lijkt te zijn geweest.
- Larus sp. (Grund Midden-Mioceen van Oostenrijk)
- Larus sp. (Midden-Mioceen van Roemenië) (Olson, 1985)
- Larus sp. (Laat?-Mioceen/Vroeg-Plioceen van Lee Creek Mine, VS) - verschillende soorten (Olson, 1985)
- Larus elmorei (Bone Valley Vroeg/Midden-Plioceen van de zuidwestelijke VS)
- Larus lacus (Pinecrest Laat-Plioceen van de zuidoostelijke VS)
- Larus perpetuus (Pinecrest Laat-Plioceen van de zuidoostelijke VS)
- Larus sp. (San Diego Laat-Plioceen van de zuidwestelijke VS)
- Larus oregonus (Laat-Plioceen - Laat-Pleistoceen van de westkust van de VS)
- Larus robustus (Laat-Plioceen - Laat-Pleistoceen van de westkust van de VS)
- Larus sp. (Lake Manix Laat-Pleistoceen van de westelijke VS)